# Norbert Scherbaum (Anwalt)
Norbert Scherbaum (* 14. August 1957 in Salzburg) ist ein österreichischer Anwalt. Bekannt wurde er österreichweit als Masseverwalter der Grazer Fußballvereine SK Sturm Graz und Grazer AK.

## Karriere
Scherbaum studierte Rechtswissenschaften in Salzburg, als Anwalt ist er schließlich seit 1984 tätig. Er spezialisiert sich vor allem im Bereich Insolvenz, Unternehmenssanierung, aber auch im Bank- und Kapitalrecht sowie im Gesellschaftsrecht.
In Graz ist er in der Kanzlei Scherbaum-Seebacher tätig.

## Konkurse zweier Grazer Fußballvereine
Im Oktober 2006 wurde über den SK Sturm Graz ein Konkursverfahren eröffnet und Norbert Scherbaum vom Konkursgericht Graz zum Masseverwalter bestellt. Am 25. Jänner 2007 gelang es, den Zwangsausgleich des SK Sturm durchzubringen.

Bereits im Februar wurde er erneut in diese Position gesetzt, nachdem auch der zweite Grazer Fußballverein GAK in ein Konkursverfahren schlitterte. Auch der GAK konnte sein Konkursverfahren mit einem Zwangsausgleich abwenden. Im Frühjahr 2008 musste der GAK sogar einen zweiten Konkurs anmelden, erneut mit Zwangsausgleichsantrag und wiederum wurde Scherbaum zum Masseverwalter bestellt; auch dieser Konkurs ging positiv aus.
Nach dem positiven Abschluss des zweiten Konkursverfahrens wurde es weitgehend ruhig um Norbert Scherbaum, er arbeitet weiterhin in seiner Grazer Kanzlei. Für die Fans und Verantwortlichen beider Vereine ist Scherbaum jedoch noch heute ein Begriff.